# 金村明日香
金村 明日香（かねむら あすか）は、アル・シェアに所属する日本の女性声優。
趣味はボードゲームやソーシャルゲームで、特技は人の名前でサインを考えること。
ウェブデザイン実務士／秘書検定２級／ビジネス能力検定3級／パソコン検定3級の資格を保有しており、関西弁・出雲弁を話すことが出来る。

## 出演作品
記述は公式サイトのプロフィールに基づく。

### ゲーム
- 誰ガ為のアルケミスト（エマ）
- クイズミリタリアカデミー（マンネルヘイム、カヴァレロ）
- 幻獣姫（ゲフィオン）
- Merkava Avalanche（ノエミ、バジーリア、レーダ、オーディア）
- √Letter ルートレター（原由紀）
- ファンタジースクワッド（ニムフィル）
- 軍神召喚†アークナイツ（眠り姫アリア）
- でんぢゃらすじーさんと1000人のお友だち邪（2012年）
- サブリミナルガールズ
- 百女神BUSTERS
- エレメンタルリーグ
- グランドインテンション・アジャストメント（ユナ）
- 幻日のヨハネ -BLAZE in the DEEPBLUE-（2023年）
- 九魂の久遠（2024年、ハーランド[2]）
- カルドアンシェル（2024年、ハーランド[3]、ハル・フレアフィール[4]、マリア[5]）

### アニメ
- とよたの夜明けに
- ATOM

### 吹き替え
- イン・ザ・スカイ（ニーナ）
- ベートーベン 大海賊の秘宝（サンドラ）

### ドラマCD
- すのこタン。納涼する（すのこタン）
- 月夜の道化師よ、狂乱に嗤え。（トリス）
- 人災派遣のフレイムアップｅｘ聖学院グラスパー（金沢涼子）
- Pirates of the Hazemist-霧の申し子-
- トロイメライ

### CM
- アニメイト天王寺店

### ラジオ
- 小森まなみのPop'n!パジャマ EYE
- サタマニ♪

### ナレーション
- 文化堂スポーツの宣伝カー用キャラクターナレーション

### キャラクターボイス
- 福島ラーメン組っ!（八島田龍美）
- GPUフレンズ（ピクセルシェーダーさん）

### イベント
- ファンキル・タガタメサミット in 神戸
- タガタメオフラインカフェ in 高松
- タガタメサマーステージ in 大阪－オフラインカフェスペシャル－
- コミケットスペシャル6　すのこタン。スペース
- ふぉっくす紺子ちゃん＆すのこタン。コラボイベント
- コミックマーケット88　すのこタン。ブース
- がたふぇすVol.6   すのこタン。スペース
- 「まもって！すのこタン。」発売記念 早坂まもりちゃん＆すのこタン コラボイベント
- がたふぇすVol.7   すのこタン。スペース
- すのこタン。年末カレンダー配布イベント
- がたふぇすVol.8   すのこタン。スペース
- すのこタン。10周年イベント
- 関東ゲーム制作部（東ゲ部）イベント
- 福島Moe祭 福島ラーメン組スペース
- 八王子８はちアソビ 福島ラーメン組スペース

### 生放送
- 「誰ガ為のアルケミスト」ファンキル・タガタメサミット直前生放送
- 占いＴＶ「ピタラジ金曜」
- アプリの学校

### 朗読
- トライディア第1回朗読公演「徒然チルドレン」（古屋ほたる、栗原ちよ、高野千鶴、上根綾香）
- トライディア第2回朗読公演「鈴木さん」（小林）
- トライディア第3回朗読公演「隣人おとぎ注意報」（カヤ）

### キャラクターソング
- えころじっく♡（はーと）（すのこタン）
- Choco mint♡Jet coasteer（すのこタン）

### MC
- ACSユニオンライブ Vol.4
- ACSユニオンライブ Vol.5
- 技術セミナーサポートMC

### 舞台
- シンデレラは眠らない（金村明日香）
- 君に桜の花の祝福を（辻環）
- ハチドリ（ヤタ）
- 艶麗の猛き影花（岸壁の不動）